# Nesticella marapu
Nesticella marapu – gatunek pająka z rodziny tkańcowatych.
Gatunek ten został opisany w 2004 roku przez S.P. Benjamina na podstawie parki odłowionej w 1949 roku w jaskini Marro.
Długość ciała u samca wynosi 2,3, a u samicy 2,6 mm, przy czym długość karapaksu u obu okazów wynosi 1,2 mm. Obie płcie jasnożółte z zatartymi szarymi znakami na opistosomie oraz rudymi kłami (u samicy także ząbkami) szczękoczułków. Oczu brak. Stożeczek u obu płci z dwoma szczecinkami, jednak u samca znacznie mniejszy niż u samicy. Długie szczecinki gęsto pokrywają odnóża. Narządy rozrodcze samca charakteryzuje dziobiaste, rozwidlone paracymbium ze zmodyfikowanymi oboma wierzchołkami oraz apofiza tegularna zredukowana do tępej wyniosłości.
Pająk endemiczny dla indonezyjskiej wyspy Sumba.